# Classe Sovremenny
Les navires de la classe Sovremenny/Sarych (ou Projet 956) furent des destroyers lance-missiles soviétiques fonctionnant en tandem avec les destroyers de la classe Oudaloï. Cette classe fut destinée principalement à la lutte antinavire.

## Historique - La genèse du Projet 956
Les destroyers lance-missiles de la classe Sovremenny (Projet 956/Sarych) ont été conçus comme les remplaçants des Kotline, et malgré des dimensions de croiseurs et une construction dans les chantiers des Kresta, étaient classés comme destroyers par les Soviétiques (destroyers lance-missiles). Selon certaines sources, ils sont classés comme croiseurs, mais ce serait penser que la construction de destroyers en URSS s'est arrêtée avec le dernier Kachine, en 1973. Le problème est le même avec les Udaloy. Au sein des task forces navales les Sovremenny complètent les destroyers lance-missiles Udaloy (Projet 1155) affectés quant à eux à la lutte anti-sous-marine. Les Sovremenny disposent d’une  grande capacité antiaérienne et antinavire.

## Description et caractéristiques

### Description
Les destroyers de la classe Sovremenny ont été construits à Jdanov, dès que les cales ont été libérées en 1976 par le Ioumachev (Kresta II). Ils avaient d'ailleurs la même coque et des propulseurs identiques.
Les destroyers de la classe Sovremenny ont été construits par le chantier naval Severnaïa Verf de Saint-Pétersbourg.

### Rôles
Les destroyers lance-missiles de la classe Sovremenny (Projet 956 « Sarych ») sont des navires destinés prioritairement à la lutte anti-surface et l’escorte de navires en complément des destroyers lance-missiles Udaloy (Projet 1155) destinés à la lutte anti-sous-marine. Les capacités anti sous-marines des Sovremenny sont donc limitées à leur auto-défense. Mais leurs canons de calibre 130 mm autorisent également l’appui feu contre la terre. Ils devaient agir en tandem avec les Oudaloï ASM du type AEGIS, comme dans l'US Navy.

### Armement
Son armement principal comprend 8 missiles antinavires SS-N-22 « Sunburn » (3M80 Moskit de 110 km de portée), disposés en lanceurs quadruples de chaque côté du navire. S'y ajoutent deux tourelles canons bitubes de calibre 130 mm à grande cadence de tir, des lance-torpilles et lance-roquettes anti sous-marins. La défense antiaérienne du navire est assurée par un système SA-N-7 (25 km de portée) et quatre canons multitubes de calibre 30 mm. 
Sur les Projet 956A, l'armement est amélioré avec un système SA-N-12 (38 km de portée), à la place du SA-N-7, et une version modernisée des SS-N-22 (3M82 « Moskit » de 160 km de portée). 
Un hélicoptère  Ka-25, ultérieurement remplacé par un  Ka-27, peut prendre place sur une plateforme dédiée avec un hangar télescopique.
L’équipage comprend 344 hommes dont 31 officiers.

## Les unités

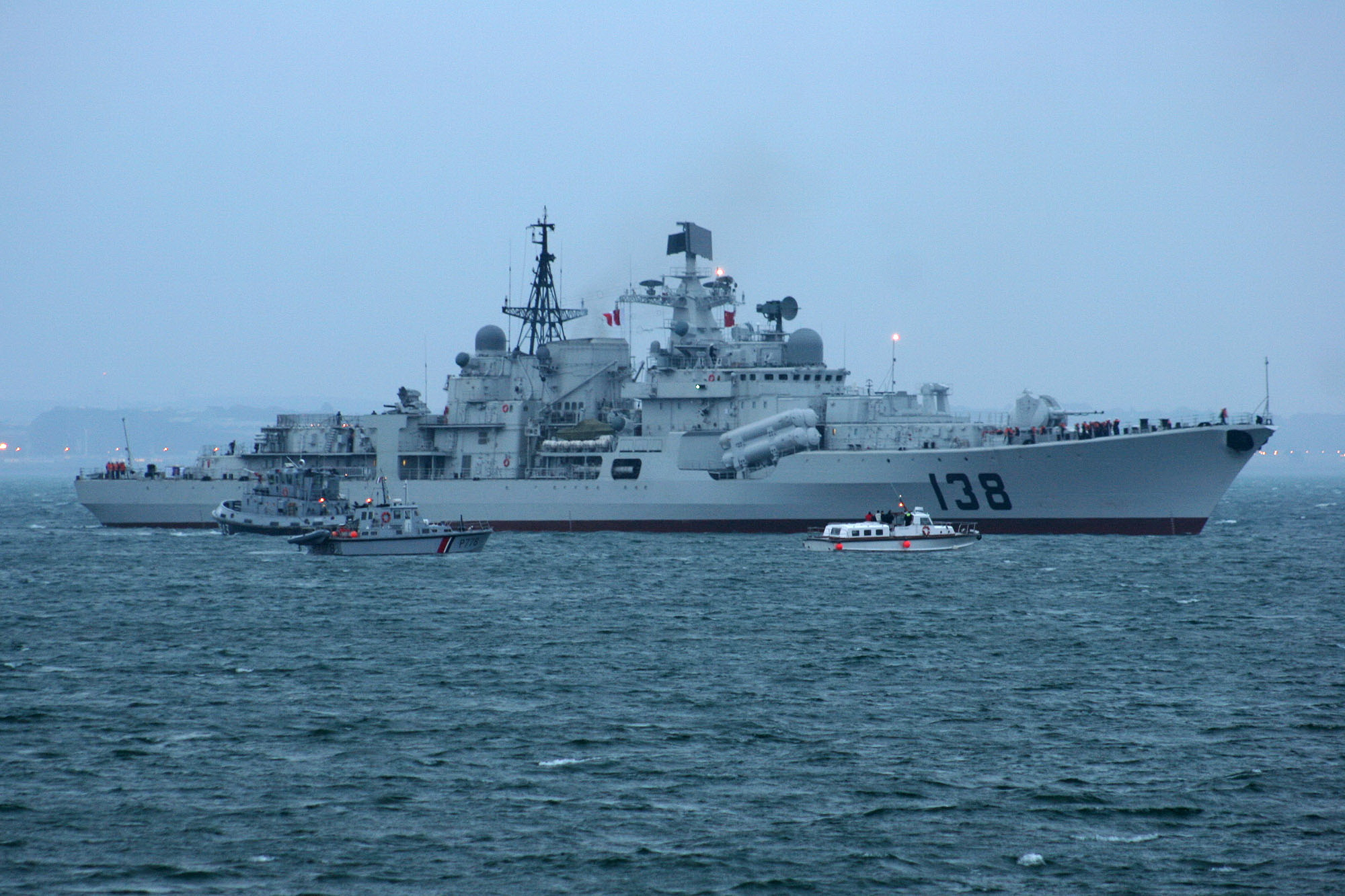
Le DDG 138 Taizhou, Le 3e des Sovremennyy livré à la Chine en décembre 2005.

L’URSS avait prévu de construire 50 destroyers des classes Oudaloï et Sovremenny mais à la suite de la dislocation de l'URSS seuls 17 Sovremenny furent achevés et récupérés par la marine russe. Deux autres ont été achevés pour la Chine et livrés en 1999 et 2000. La marine russe a aussi renoncé à la construction de 3 autres exemplaires. 
Parmi les 17 destroyers russes, 7 ont déjà été désarmés dont deux vendus à la Chine. La version export est désignée Projet 956E, ce sont les dernières unités inachevées, Vajny et Nevski. Une version export améliorée Projet 956EM a également été développée. La République populaire de Chine a acheté deux exemplaires de la version 956EM livrés en 2005 et 2006 et reste pour le moment le seul client export du Sovremeny. Il n'est pas impossible que d'autres soient vendus à l'étranger (projet 956E), à l'Inde par exemple, ou à la Corée du Nord.

### Versions

#### Projet 956
Projet 956 : destroyers lance-missiles.
| Nom           | Chantier naval                         | Mise en chantier | Lancement     | Mise en service   | Commentaires            |
| ------------- | -------------------------------------- | ---------------- | ------------- | ----------------- | ----------------------- |
| Sovremenny    | Chantiers de Severnaïa Verf, Léningrad | 1977             | novembre 1979 | 25 décembre 1980  | Désarmé en 1998         |
| Otchaïanny    | Chantiers de Severnaïa Verf, Léningrad | 1978             | avril 1981    | 30 septembre 1982 | Désarmé en 1997         |
| Osmotritelny  | Chantiers de Severnaïa Verf, Leningrad | 1979             | avril 1982    | juin 1984         | Désarmé en 1998         |
| Otlichny      | Chantiers de Severnaïa Verf, Leningrad | ?                | 1981          | septembre 1983    | Désarmé en 1998         |
| Boyenoï       | Chantiers de Severnaya Verf, Leningrad | 1981             | août 1984     | juin 1985         |                         |
| Stoyki        | Chantiers de Severnaya Verf, Leningrad | 1982             | août 1985     | juin 1986         | Désarmé en 1998         |
| Okrylenny     | Chantiers de Severnaïa Verf, Leningrad | 1983             | juin 1986     | septembre 1987    | Désarmé en 1998         |
| Burny         | Chantiers de Severnaïa Verf, Leningrad | 1984             | février 1987  | août 1988         | En carénage en 2007     |
| Gremyachtchy  | Chantiers de Severnaïa Verf, Leningrad | 1984             | juin 1987     | novembre 1988     |                         |
| Bystry        | Chantiers de Severnaïa Verf, Leningrad | 1984             | décembre 1987 | février 1989      | Carénage de 1993 - 2002 |
| Rastoropny    | Chantiers de Severnaïa Verf, Leningrad | 1985             | juin 1988     | décembre 1989     | Carénage en 2004 - 2007 |
| Bezboyaznenny | Chantiers de Severnaïa Verf, Leningrad | 1986             | mars 1989     | septembre 1990    |                         |
| Bezouderjny   | Chantiers de Severnaïa Verf, Leningrad | 1987             | juin 1990     | mars 1993         | Désarmé en 1999         |

#### Projet 956A
Projet 956A : bâtiments équipés du système anti-aérien SA-N-12 au lieu du SA-N-7 ainsi que d’une version améliorée des missiles SS-N-22 (3M82 de 160 km de portée) nécessitant des tubes de lancement plus longs. Tous les navires russes sont à ce standard à partir du Bespokoyny.
| Nom                   | Chantier naval                         | Mise en chantier | Lancement     | Mise en service | Commentaires                                    |
| --------------------- | -------------------------------------- | ---------------- | ------------- | --------------- | ----------------------------------------------- |
| Bespokoïny            | Chantiers de Severnaïa Verf, Leningrad | 1987             | juin 1992     | septembre 1992  | Décommissioné en 2018, navire musée à Kronstadt |
| Moskovski Komsomolets | Chantiers de Severnaïa Verf, Leningrad | 1987             | juin 1991     | 30 mars 1993    | Renommé Nastoïtchivy en décembre 1992           |
| Besstrachny           | Chantiers de Severnaïa Verf, Leningrad | 1987             | décembre 1991 | 17 avril 1994   | Renommé Amiral Ouchakov en 2004                 |

#### Projet 956E
Projet 956E : version export
| Nom           | Chantier naval                         | Mise en chantier | Lancement | Mise en service | Commentaires                                     |
| ------------- | -------------------------------------- | ---------------- | --------- | --------------- | ------------------------------------------------ |
| Vnouchitelniy | Chantiers de Severnaïa Verf, Leningrad | 1988             | 1997      | ?               | Renommé Sobrazitelny                             |
| Vajny         | Chantiers de Severnaïa Verf, Leningrad | 1989             | 1994      | 2000+           | Renommé 300 Let Rossiyykomy puis Iekateringbourg |

#### Projet 956EM
Projet 956EM : version export améliorée avec deux systèmes de défense antiaérienne CADS-N-1 (4 canons de 30 mm et 8 missiles SA-N-11 de 8 km de portée) à la place des 4 canons AK-630. La défense antiaérienne à moyenne portée est assurée par un système SA-N-12. Le canon AK-130 a été retiré à l’arrière du bâtiment tandis que les lance-missiles antinavires reçoivent de nouvelles versions du SS-N-22 créditées d’une portée de 200 km.
| Nom         | Chantier naval                         | Mise en chantier | Lancement | Mise en service | Commentaires             |
| ----------- | -------------------------------------- | ---------------- | --------- | --------------- | ------------------------ |
| Oudoumchivy | Chantiers de Severnaïa Verf, Leningrad | 1990             | 1999      | 2000+           | Renommé Aleksandr Nevski |
| Bouliny     | Chantiers de Severnaïa Verf, Leningrad | 1991             | ?         | ?               |                          |